# Liste des cathédrales de Guinée-Bissau
Cet article recense les cathédrales de Guinée-Bissau.

## Liste
Cathédrales de l'Église catholique romaine:
- Cathédrale Notre Dame de Grâce, Bafatá
- Cathédrale Notre-Dame de Candelaria, Bissau